# Jo Conjaerts
Jo Conjaerts (Heerlen, 12 december 1941) is een Nederlands dirigent en muziekpedagoog.

## Levensloop
Na zijn eerste muziekopleiding speelde hij trombone en slagwerk. Vervolgens studeerde hij aan het Conservatorium Maastricht muziekonderwijs en harmonie- en fanfaredirectie.
Vele activiteiten ontplooide Conjaerts als dirigent van verschillende harmonie- en fanfareorkesten, waarmee hij tal van successen behaalde op concoursen van de FKM en de KNFM tot Nationale kampioen titels. Van 1979 tot 2013 was hij dirigent van de Koninklijke Harmonie "Echo der Kempen" te Bergeijk. In de jaren zeventig was hij ook dirigent van de Koninklijke Fanfare "Aloysiana" te Landgraaf, en in de jaren tachtig was hij onder andere dirigent van de Koninklijke Harmonie "St. Caecilia", Spekholzerheide (Kerkrade) waar hij zeer succesvol mee was, getuige het feit dat onder zijn leiding het korps binnen zes jaar vanuit de afdeling Uitmuntendheid naar de Superieure promoveerde en én passant ook nog een landskampioenschap haalde. Ook het Cercle Musical Kelmis in België werd door hem gedirigeerd.
Hij is een veelgevraagd jurylid van de landelijke federaties en bij het Wereld Muziek Concours te Kerkrade in 1978, 1981, 1985 en 1993 alsook in het buitenland, België, Italië, Frankrijk, Duitsland, Luxemburg, Oostenrijk, Tsjechië en Portugal. Verder is hij medeorganisator, artistiek directeur van de Internationale Musiktage Vöcklabruck – Mid Europe.
Sinds 1980 is hij docent en later professor voor HaFa-directie aan het Conservatorium Maastricht.

## Composities

### Werken voor slagwerkensemble
- The jolly sticks

## Publicaties
- Jo Conjaerts: Takteeroefeningen voor de aankomende dirigent – Taktierübungen für den künftigen Dirigenten